# Anaheim Shores
Anaheim Shores es un área no incorporada ubicada en el condado de Orange en el estado estadounidense de California.

## Geografía
Anaheim Shores se encuentra ubicada en las coordenadas 33°51′10″N 117°56′55″O / 33.85278, -117.94861.